# Canton de Saint-Sulpice-les-Champs
Le canton de Saint-Sulpice-les-Champs est une ancienne division administrative française située dans le département de la Creuse et la région Limousin. Il a été supprimé en 2015 à la suite du redécoupage cantonal de 2014 en France, et les communes qui le constituaient ont été transférées aux cantons d'Ahun (10 communes) et d'Aubusson (1 commune : Saint-Sulpice-les-Champs)

## Géographie
- Ce canton était organisé autour de Saint-Sulpice-les-Champs dans l'arrondissement d'Aubusson. Son altitude varie de 350 m (Saint-Martial-le-Mont) à 681 m (Saint-Michel-de-Veisse) pour une altitude moyenne de 546 m.
- L'intersection du 46e parallèle nord et du 2e méridien à l'est de Greenwich se trouve sur le territoire de ce canton (voir aussi le Degree Confluence Project).

## Représentation

### Conseillers généraux de 1833 à 2015
| Période | Période          | Identité                                      | Étiquette     | Qualité |
| ------- | ---------------- | --------------------------------------------- | ------------- | --- |
| 1833    | 1848             | Etienne Jarrijon (1790-1863)                  |               | Juge de paix à Saint-Sulpice-les-Champs Maire de Banize |
| 1848    | 1864             | Jean Vallade                                  |               | Notaire, maire d'Ars (1839-1883) |
| 1864    | 1867             | André Frédéric François Martinaud             | Républicain   | Notaire Maire de Saint-Sulpice-les-Champs |
| 1867    | 1871             | Jean Vallade                                  |               | Maire d'Ars (1839-1883) |
| 1871    | 1898 (démission) | André Frédéric François Martinaud (1841-1905) | Républicain   | Notaire Maire de Saint-Sulpice-les-Champs |
| 1898    | 1910             | Alexandre Aléonard                            | Rad.          | Propriétaire, maire de Saint-Martial-le-Mont |
| 1910    | 1922             | Henri Guillot                                 | Rad. puis PRS | Notaire à Saint-Sulpice-le-Donzeil |
| 1922    | 1935 (décès)     | Félix Neboux                                  | SFIO          | Médecin à Lavaveix-les-Mines |
| 1935    | 1940             | Frédéric Nadaud (1893-1973)                   | SFIO          | Suppléant du juge de paix à Saint-Sulpice-les-Champs |
|         |                  |                                               |               | |
| 1945    | 1949             | Frédéric Nadaud                               | SFIO          | Propriétaire à Saint-Sulpice-les-Champs |
| 1949    | 1985             | Robert Lefort                                 | SFIO puis PS  | |
| 1985    | 1998             | Thierry Chandernagor                          | PS            | Gérant d'entreprise de bâtiment et travaux publics Maire de Mortroux (1983-2008) Président de la Communauté de Communes Marche Avenir Président du Conseil Général (1992-1994), député suppléant de Gaston Rimareix (1988-1993) |
| 1998    | 2011             | Daniel Delprato                               | PS puis DVG   | Enseignant Maire de Fransèches |
| 2011    | 2015             | Patrick Aubert                                | DVG           | Professeur des écoles Adjoint au Maire de Fransèches |

### Élections cantonales du 21 mars 2004
| Nom             | Parti politique | fonction élective                 | score obtenu | résultat |
| --------------- | --------------- | --------------------------------- | ------------ | -------- |
| Daniel Delprato | PS              | maire de Fransèches               | 68,05 %      | élu      |
| Monique Depeige | UMP             | maire de Saint-Sulpice-les-Champs | 21,28 %      | battue   |
| Denis Fric      | LCR             | néant                             | 6,02 %       | battu    |
| Charles Geoffre | FN              | néant                             | 4,66 %       | battu    |

Monsieur Daniel Delprato a donc été élu conseiller général dès le 1er tour.

### Conseillers d'arrondissement (de 1833 à 1940)
| Période                                  | Période | Identité                                                     | Étiquette | Qualité |
| ---------------------------------------- | ------- | ------------------------------------------------------------ | --------- | --- |
| 1833                                     | 1839    | André Martinaud (1775-1844)                                  |           | Notaire à Saint-Sulpice-les-Champs                                                                          |
| 1839                                     | 1845    | François Maingonnat                                          |           | Propriétaire, maire de Saint-Sulpice-le-Donzeil                                                             |
| 1845                                     | 1848    | André Eugène Jules Martinaud (1813-1868, fils d'A.Martinaud) |           | Notaire, maire de Saint-Sulpice-les-Champs                                                                  |
|                                          |         |                                                              |           | |
| 1919                                     |         | M. Nuellas                                                   | SFIO      | |
|                                          |         |                                                              |           | |
| 1931                                     | 1940    | Albert Dayras (1886-1961)                                    | SFIO      | Cultivateur, maire d'Ars                                                                                    |
| 1940                                     |         |                                                              |           | Les conseils d'arrondissement ont été suspendus par la loi du 12 octobre 1940 et n'ont jamais été réactivés |
| Les données manquantes sont à compléter. |         |                                                              |           | |

## Composition
Le canton de Saint-Sulpice-les-Champs groupe 11 communes et compte 2 087 habitants (recensement de 2007 population municipale).
| Communes                 | Population (2012) | Code postal | Code Insee |
| ------------------------ | ----------------- | ----------- | ---------- |
| Ars                      | 252               | 23480       | 23007      |
| Banize                   | 156               | 23120       | 23016      |
| Chamberaud               | 113               | 23480       | 23043      |
| Chavanat                 | 131               | 23250       | 23060      |
| Le Donzeil               | 160               | 23480       | 23074      |
| Fransèches               | 241               | 23480       | 23086      |
| Sous-Parsat              | 149               | 23150       | 23175      |
| Saint-Avit-le-Pauvre     | 76                | 23480       | 23183      |
| Saint-Martial-le-Mont    | 265               | 23150       | 23214      |
| Saint-Michel-de-Veisse   | 161               | 23480       | 23222      |
| Saint-Sulpice-les-Champs | 383               | 23480       | 23246      |

## Démographie
| 1962  | 1968  | 1975  | 1982  | 1990  | 1999  | 2006  | 2011  | 2012  |
| ----- | ----- | ----- | ----- | ----- | ----- | ----- | ----- | ----- |
| 3 213 | 2 896 | 2 504 | 2 293 | 2 140 | 2 121 | 2 086 | 2 083 | 2 082 |